# Marc Rieper
Marc Jensen Rieper est un footballeur danois né le 5 juin 1968 à Rødovre. Il évoluait en tant que défenseur central.

## Carrière

### Joueur
- 1988-1992 :  AGF Århus
- 1992-1995 :  Brøndby IF
  - 1994-1995 :  West Ham United (prêt)
- 1995-1997 :  West Ham United
- 1997-1998 :  Celtic FC

### Entraîneur-adjoint
- 2000 :  Celtic FC
- 2001-2002 :  AGF Aarhus

## Palmarès

### En sélection
- 61 sélections et 2 buts avec l'équipe du Danemark entre 1990 et 1998.
- Championnat intercontinental :
  - Vainqueur : 1994.

### En club
- Coupe du Danemark :
  - Vainqueur : 1992, 1994.
- Championnat d'Écosse :
  - Vainqueur : 1998.
- Coupe de la Ligue :
  - Vainqueur : 1998.